# Cipriano de Rore
Cipriano de Rore (Ronse, 1515 o 1516 – Parma, tra l'11 settembre e il 20 settembre 1565) è stato un compositore fiammingo e maestro di cappella.
Fu uno dei massimi rappresentanti della scuola franco fiamminga dopo Josquin Des Prez. Si trasferì in Italia, dove influì sullo sviluppo della musica del tardo Rinascimento. Fu uno dei più illustri compositori di madrigali della metà del XVI secolo.

## Biografia

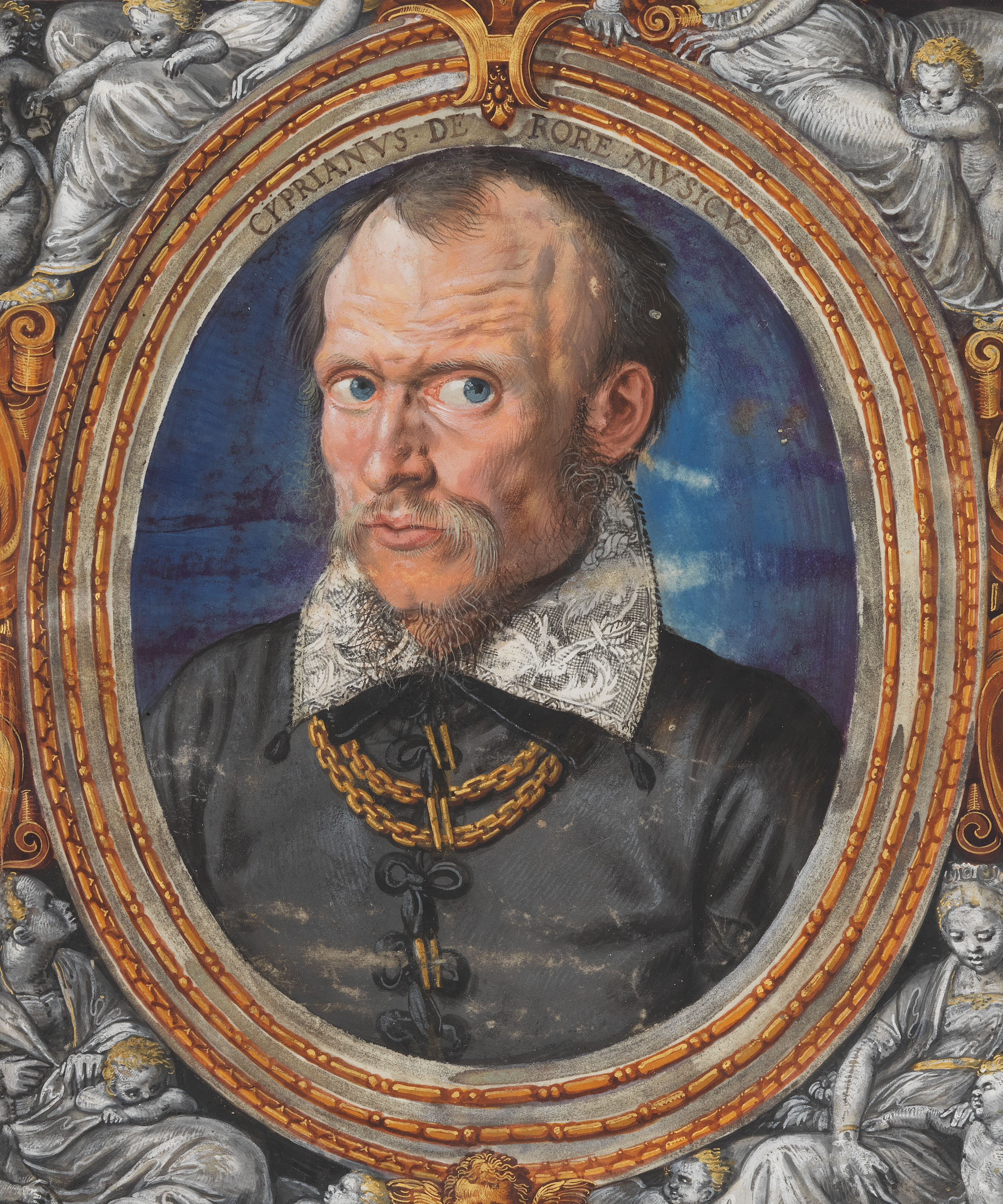
Cipriano de Rore; particolare di una miniatura di Hans Müelich (1560 ca.), conservata nella Biblioteca Statale Monacense (da: Alfred Einstein, The Italian Madrigal, 1949)

Recenti ricerche hanno appurato che nacque a Ronse (in francese Renaix), una città delle Fiandre posta al confine tra l'area linguistica e culturale franco-belga e quella propriamente fiamminga, ossia proprio nel cuore di quel territorio in cui si era sviluppata la scuola franco fiamminga. Se pare certo che Cipriano de Rore provenisse da una famiglia molto facoltosa, quasi nulla invece si conosce sugli studi da lui compiuti in giovane età; le recenti ricerche tuttavia hanno evidenziato una sua presenza nel gruppo di dignitari, valletti e servitori che, nel 1533, accompagnarono a Napoli Margherita d'Austria (duchessa di Parma), che colà doveva adempiere alla promessa di matrimonio con Alessandro de' Medici, duca di Firenze.
Cipriano de Rore potrebbe aver accompagnato la duchessa ricevendo un'educazione in Italia. In alternativa,  potrebbe aver ricevuto i primi insegnamenti ad Anversa. Si è detto a lungo che probabilmente studiò a Venezia con Adrian Willaert e cantò nella cappella della Basilica di San Marco, ma ci sono poche fonti a supporto di questa ipotesi. Peraltro, un giovane cantore a San Marco può non aver lasciato tracce della sua presenza.
Nel 1542 fu a Brescia, dove forse rimase fino al 1546; durante questo periodo iniziò ad acquisire fama come compositore pubblicando un libro di madrigali e due di mottetti.
Nel 1547 passò al servizio del duca Ercole II d'Este a Ferrara come maestro di cappella. Alla morte del duca nel 1559, Rore offrì i suoi servigi al successore Alfonso, ma il nuovo duca li rifiutò e assunse al suo posto Francesco dalla Viola.
Dal 1560 al 1563 Rore fu al servizio di Margherita d'Austria a Bruxelles e di suo marito Ottavio Farnese duca di Parma nella città emiliana. Nel 1562 fu nominato maestro della Basilica di San Marco a Venezia, ma nel 1564 si dimise ritornando a Parma dove rimase fino alla morte.
Molti compositori affermarono di aver studiato con lui, ma la portata della sua influenza sui compositori delle generazioni successive (come Giaches de Wert, Luca Marenzio, Luzzasco Luzzaschi e Orlando di Lasso) è ancora oggetto di studio.

## Opere e influenze
Rore è noto per i suoi madrigali in stile italiano, ma fu anche un prolifico compositore di musica sacra, sia di messe che di mottetti. Il suo punto di partenza fu la musica di Josquin Des Prez che egli sviluppò secondo lo stile antico. Rore fu il più eminente madrigalista della metà del XVI secolo e scrisse più di 120 madrigali che pubblicò in 10 libri fra il 1542 e il 1565; altri madrigali furono pubblicati separatamente. Essi sono principalmente a quattro e cinque voci con uno per sei e un altro per otto. Il tono di questi lavori tende al serioso ed è molto contrastante rispetto a quello dei primi madrigalisti come Jacques Arcadelt e Philippe Verdelot.
Inoltre Rore si dedicò al cromatismo che divenne la novità di metà secolo. Egli fu un sofisticato contrappuntista e usò il canone e la tecnica dell'imitazione; naturalmente usò anche tutte le risorse della polifonia che aveva sviluppato nella prima metà del secolo nella musica profana. L'influenza dello stile di Rore è evidente nei lavori di Orlando di Lasso, Giovanni Pierluigi da Palestrina, Andrea Rota, Philippe de Monte e anche in Claudio Monteverdi. Alfred Einstein, scrive in The Italian Madrigal (1949): "Il vero successore spirituale di Rore fu Monteverdi, ma Rore detenne la chiave dell'intero sviluppo del madrigale italiano dopo il 1550."
Rore compose anche mottetti profani in latino in contrasto con i madrigali spirituali scritti per le funzioni sacre. Dal punto di vista stilistico questi mottetti sono simili ai madrigali.